# Petra van Staveren
Petronella Grietje van Staveren, detta Petra (Kampen, 2 giugno 1966), è un'ex nuotatrice olandese.
Specializzata nella rana ha vinto la medaglia d'oro nei 100m ai Giochi olimpici di Los Angeles 1984.

## Palmarès
- Olimpiadi
  - Los Angeles 1984: oro nei 100m rana.
- Europei
  - 1983 - Roma: argento nella staffetta 4x100m misti.